# Tyskernes Nederlag ved Moskva
Tyskernes Nederlag ved Moskva (russisk: Разгром немецких войск под Москвой) er en sovjetisk film fra 1942 af Ilja Kopalin og Leonid Varlamov.